# Сухий Яр (зупинний пункт)
Сухи́й Яр — пасажирська зупинна залізнична платформа Донецької дирекції Донецької залізниці.
Розташована на півночі Горлівки, Калінінський район, Донецької області на лінії Микитівка — Попасна між станціями Трудова (5 км) та Доломіт (6 км).
Через військову агресію Росії на сході України транспортне сполучення припинене.